# Дунчэн (Пекин)
Дунчэ́н (кит. упр. 东城, пиньинь Dōngchéng, буквально: «Восточный город») — район городского подчинения города центрального подчинения Пекин (КНР).
В районе Дунчэн находятся такие важные объекты столицы Китая, как ансамбль «Храм Неба», Пекинский вокзал, северо-восточная часть Второй кольцевой автодороги.

## История
В феодальные времена здесь жили наиболее богатые купцы и чиновники. Во времена империи Цин эта территория подчинялась уезду Дасин, а внутри Маньчжурского города проживали представители четырёх «знамён»: жёлтого с каймой, чисто-белого, белого с каймой и чисто-синего (каждое из «знамён» отвечало за оборону назначенных ему городских врат).
После Синьхайской революции и образования Китайской республики эта территория подчинялась Первому и Третьему внутренним районам.
После того, как была образована КНР, в 1952 году здесь были созданы районы Дундань (东单区) и Дунсы (东四区). В 1958 году они были объединены в новый район, получивший название «Дунчэн» (так как при империях Мин и Цин здесь была восточная половина города). В 2010 году к району Дунчэн был присоединён район Чунвэнь.

## Административное деление
Район Дунчэн делится на 17 уличных комитетов.

## Достопримечательности
- Запретный город
- Ванфуцзин
- Юнхэгун
- Храм Конфуция
- Гоцзыцзянь
- Площадь Тяньаньмэнь
- Национальный музей Китая
- Храм Земли
- Храм Неба
- Башни Колокола и Барабана
- Дом-музей Мао Дуня
- Байлинь